# Halecium antarcticum
Halecium antarcticum is een hydroïdpoliep uit de familie Haleciidae. De poliep komt uit het geslacht Halecium. Halecium antarcticum werd voor het eerst wetenschappelijk beschreven in 1910 door Ernst Vanhöffen. 